# 발키리의 식탁
발키리의 식탁(중국어: 女武神的餐桌)은 "Valkyrie's Table"은 중화인민공화국 게임 개발자 미호요가 제작한 만화로, 2018년 4월에 직렬화되었으며 "Crash" 시리즈의 확장이다.
만화에 기반을 두고있는 애니메이션이다.
그중에는 만화에 수록되어 있지 않은 스토리도 담고 있다.
붕괴3rd 공식 유튜브 채널을 통하여 볼 수 있다.
이 이야기는 붕괴3rd의 캐릭터 세트를 따라 가며 주요 음모에 있는 각 발키리의 비하인드 스토리와 음식 생산에 대해 이야기한다.
2019년 6월, 미호요는 공식적으로 "Valkyrie's Table" 만화가 애니메이션으로 발표되었으며 2019년 여름에 전면 광고 프로그램 형태로 방송될 것으로 예상된다.
일본에서는 BS日テレ 방송사에서 방영 기간 동안 매주 수요일 01:00에 시청할 수 있었다.
한국에서는 2019년 5월 31일 발칼리's 키친 시즌 1로 공개되었다. 2020년 6월 12일 발칼리's 키친 시즌 2이 사전 공개되었다.